# Фаллачи, Ориана
Ориа́на Фалла́чи (29 июня 1929[…], Флоренция, Италия — 15 сентября 2006[…], Флоренция, Италия) — итальянская журналистка, писатель, публицист. В годы Второй мировой войны — одна из самых молодых участников итальянского Сопротивления. Заслужила мировую известность, взяв интервью у многих труднодоступных политических лидеров в 1960-х, 1970-х и 1980-х годах. Автор двенадцати книг с многомиллионными тиражами.

## Биография
Ориана Фаллачи родилась во Флоренции 29 июня 1929 года и была старшей из четырёх сестер. Её детство прошло в фашистской Италии во время диктатуры Муссолини. Отец Орианы, Эдоардо Фаллачи, был ремесленником и активным антифашистом, что оказало существенное влияние на формирование мировоззрения дочери. Будучи ещё подростком, Ориана Фаллачи во время Второй мировой войны присоединилась к подпольному движению Сопротивления «Справедливость и свобода».
Во время оккупации Флоренции нацистами отец Орианы попал в плен, подвергался пыткам, но затем был освобожден, а Ориана с возраста 14 лет отвечала за доставку боеприпасов для итальянских антифашистов.
После войны Ориана в возрасте 15 лет за своё участие в Сопротивлении получила почётную грамоту от командующего Союзными силами в Италии.

### Начало журналистской деятельности
После окончания средней школы Liceo classico statale Galileo Фаллачи поступила на медицинский факультет Флорентийского университета, затем перевелась на факультет искусств и философии, но учёбу не закончила, всё больше времени посвящая журналистике. Интересу к журналистике во многом способствовал дядя Орианы журналист Бруно Фаллачи.
В 1946 году, в возрасте 16 лет, Фаллачи уже работала журналисткой в местной католической газете «Il mattino dell’Italia centrale», где ей было поручено освещение разноплановой хроники, но после отказа написать по требованию редактора статью против Пальмиро Тольятти Фаллачи была уволена. В 1951 году была опубликована её первая статья в итальянском политическом журнале «L’Europeo».
В июле 1956 года Ориана впервые побывала в Нью-Йорке, где вскоре вышла её первая книга «Семь смертных грехов Голливуда».

### 1960-е — 1990-е годы
На протяжении многих лет Фаллачи оставалась корреспондентом итальянских журналов «L’Europeo» и «Epoca», а всего за десятилетия работы журналистом она сотрудничала с множеством мировых изданий, среди которых были «The New York Times», «The Washington Post», «Los Angeles Times», «Corriere della Sera», «Нувель обсерватёр», «Штерн», «Лайф», «Look», «The New Republic» и другие. С годами она добилась мировой известности благодаря своим интервью, а также острому и беспощадному стилю публикаций.
Фаллачи побывала в качестве военного корреспондента в самых горячих точках мира — Кубе, Южной Америке, Кувейте, в Венгрии в 1956 году, во Вьетнаме и Мексике, в районах Индо-Пакистанской войны и гражданской войны в Ливане. В 1968 году при подавлении студенческих волнений в Мехико солдаты три раза выстрелили в Фаллачи и за волосы оттащили её тело к куче трупов, но Ориана очнулась в морге и выжила. В течение 9 лет она освещала войну во Вьетнаме, сумев взять, в том числе, в Северном Вьетнаме интервью у министра обороны Во Нгуен Зиапа.
Ориана Фаллачи интервьюировала таких политиков и знаменитостей, как Генри Киссинджер, иранский шах Мохаммед Реза Пехлеви, аятолла Хомейни, Лех Валенса, Вилли Брандт, Зульфикар Али Бхутто, архиепископ Макариос III, Муаммар Каддафи, Федерико Феллини, Дэн Сяопин, Ясир Арафат, Индира Ганди, Голда Меир, Нгуен Ван Тхиеу, Хайле Селассие и Шон Коннери. Аятолла Хомейни, при котором Фаллачи демонстративно сорвала с головы обязательную по протоколу паранджу и всё равно продолжила его интервьюировать, после этого не встречался ни с одним журналистом.
Живя в Нью-Йорке, Фаллачи была приглашена читать лекции в Чикагском, Йельском, Колумбийском и Гарвардском университетах.

### 2000-е годы

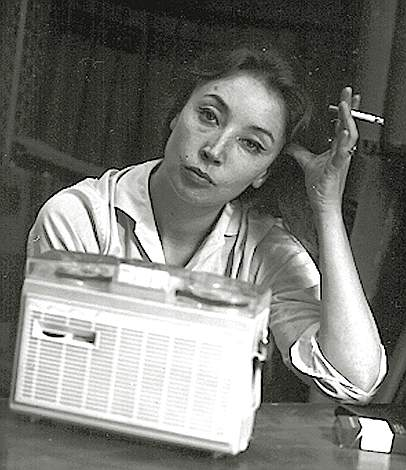
Ориана Фаллачи в 1950-е годы

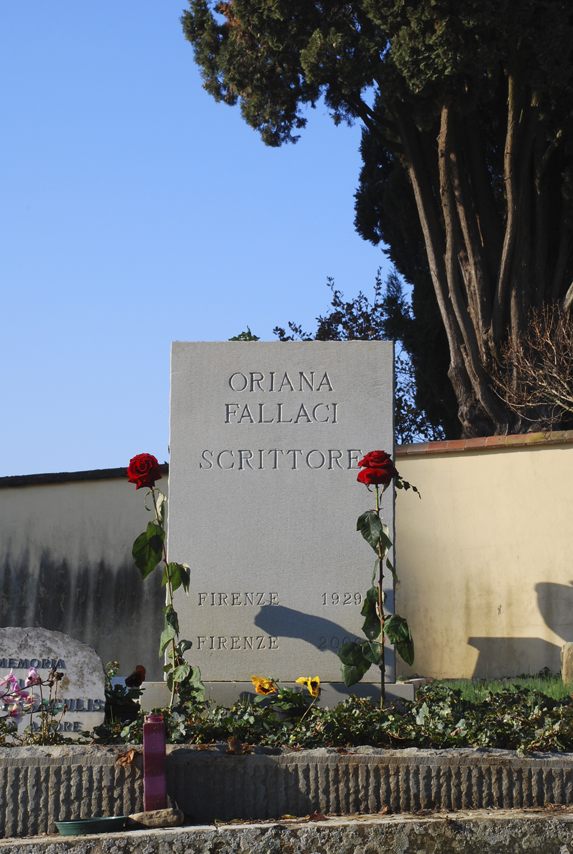
Могила Орианы Фаллачи на флорентийском кладбище

Фаллачи, изначально придерживавшаяся левых взглядов, постепенно перешла на несравненно более консервативные позиции. По окончании журналистской карьеры, в 2001—2004 годах, Фаллачи, называвшая себя «христианской атеисткой», написала серию статей и книг с жесткой критикой ислама и арабской культуры, вызвавших большой общественный резонанс и спровоцировавших масштабные споры.
Самая известная книга Орианы — «Ярость и гордость» (The Rage and the Pride) стала её реакцией на теракты 11 сентября 2001 года и вызвала взрывной интерес. Часть общества восхваляла её за смелость, с которой она критиковала ислам и его последователей, а другая часть обвиняла журналистку в разжигании национальной и конфессиональной розни и безуспешно заваливала её судебными исками по обвинению в расизме.
Фаллачи никогда не появлялась в телевизионных ток-шоу, не давала интервью и заявляла о себе только своими публикациями. Только один раз она публично выразила своё мнение — накануне военной операции в Ираке Ориана поддержала Джорджа Буша и Тони Блэра.
Следующей книгой Орианы Фаллачи, в 2004 году, стала «Сила разума» (The Force of Reason), посвященная жертвам терроризма в Мадриде, и также вошла в список бестселлеров.

## Известность и награды
Ориана Фаллачи является автором многочисленных романов, но самую большую известность она получила в области политической журналистики как честный и бесстрашный публицист.
Книги, статьи и интервью Орианы Фаллачи переведены на десятки языков. Её называли «самой знаменитой писательницей Италии» и «журналистом, которому никто в мире не может отказать».
За заслуги в области журналистики Фаллачи награждена премией Святого Винсента (St. Vincent Prize). Вручая Ориане одну из её многочисленных наград, декан Колумбийского колледжа в Чикаго сказал, что она «одна из самых читаемых и самых любимых авторов в мире».
14 декабря 2005 года по представлению министра просвещения Летиции Моратти президент Италии Карло Чампи наградил Фаллачи золотой медалью президента Итальянской Республики (Gold Medal for cultural contributions) за заслуги в деле культуры. Ориана, больная онкологическим заболеванием, уже не смогла сама приехать на церемонию вручения.
В 2013 году вышел фильм «Валенса. Человек из надежды» польского режиссёра Анджея Вайды, где рассказывается о политической карьере и личной жизни Леха Валенсы. В фильме показано интервью Фаллачи с Валенсой в марте 1981 года. Роль Орианы исполнила итальянская актриса Мария Розария Омаджио.

### Книги
- 1958 «Семь смертных грехов Голливуда»;
- 1961 «Бесполезный пол»;
- 1962 «Пенелопа на войне» (роман о молодой журналистке, отказавшейся от семейной жизни ради журналистики);
- 1963 «Отвратительный»;
- 1965 «Если солнце умрет» (об американских космических программах);
- 1968 «Эгоисты: шестнадцать сюрпризов» (сборник избранных интервью с политическими деятелями);
- 1969 «Ничего; ну и пусть» (собственные впечатления о войне во Вьетнаме);
- 1970 «В тот день на Луне»;
- 1974 «Интервью с историей» (сборник интервью с мировыми знаменитостями);
- 1975 «Письмо не рождённому ребёнку» (роман об эмоциональных муках женщины после аборта);
- 1979 «Человек» (биографический роман об Александросе Панагулисе);
- 1990 «Иншалла» (о гражданской войне в Ливане) (предупреждение человечеству о превращении Европы в новый исламский халифат);
- 2001 «Ярость и гордость» (предупреждение человечеству о превращении Европы в новый исламский халифат);
- 2004 «Ориана Фаллачи интервьюирует себя»;
- 2004 «Интервью с самой собой. Апокалипсис» (эпилог к предыдущей книге «Ярость и гордость»);
- 2004 «Сила разума» (продолжение книги «Ярость и гордость»);
- 2008 «Шляпа, полная вишни» (опубликованный посмертно роман Фаллачи об истории своей семьи);
- 2016 «Страх — это грех» (сборник писем Фаллачи).

### Статьи
- Об антисемитизме, журнал «Panorama», 18 апреля 2002 года

## Комментарии
1. ↑  Фаллачи вспоминает эпизод, описанный в книге «Ярость и гордость[итал.]»